# Maurilio Mariani
Maurilio Mauro Mariani (Ascoli Piceno, 22 aprile 1973) è un ex astista italiano.
È stato medaglia d'oro ai Giochi mondiali militari del 1999 e sei volte campione italiano assoluto del salto con l'asta, con tre titoli nazionali all'aperto e tre al coperto. È detentore della terza migliore prestazione italiana di sempre nel salto con l'asta, alla pari con Gianni Iapichino, e della seconda nel salto con l'asta indoor, alla pari con Fabio Pizzolato, in entrambi i casi con la misura di 5,70 m.

## Progressione

### Salto con l'asta
| Stagione | Risultato | Luogo         | Data      | Rank. Mond. |
| -------- | --------- | ------------- | --------- | ----------- |
| 2006     | 5,20 m    | Ascoli Piceno | 22-4-2006 |             |
| 2005     | 5,30 m    | Forlì         | 29-5-2005 |             |
| 2004     | -         | -             | -         | -           |
| 2003     | 5,40 m    | Milano        | 28-6-2003 |             |
| 2003     | 5,40 m    | Ascoli Piceno | 25-6-2003 |             |
| 2002     | 5,60 m    | Formia        | 29-6-2002 |             |
| 2001     | -         | -             | -         | -           |
| 2000     | 5,40 m    | Rieti         | 3-9-2000  |             |
| 1999     | 5,70 m    | Zagabria      | 14-8-1999 |             |
| 1999     | 5,70 m    | Ascoli Piceno | 14-8-1999 |             |
| 1999     | 5,70 m    | Padova        | 26-6-1999 |             |
| 1998     | 5,60 m    | Milano        | 10-6-1998 |             |
| 1997     | 5,45 m    | Padova        | 8-6-1997  |             |
| 1996     | 5,60 m    |               |           |             |

## Palmarès
| Anno | Manifestazione           | Sede      | Evento           | Risultato     | Prestazione | Note |
| ---- | ------------------------ | --------- | ---------------- | ------------- | ----------- | ---- |
| 1992 | Mondiali juniores        | Seul      | Salto con l'asta | elim. qualif  | nm          |      |
| 1996 | Europei indoor           | Stoccolma | Salto con l'asta | elim. qualif. | 5,20 m      |      |
| 1999 | Giochi mondiali militari | Zagabria  | Salto con l'asta | Oro           | 5,70 m      | =    |
| 1999 | Mondiali                 | Siviglia  | Salto con l'asta | elim. qualif. | 5,40 m      |      |
| 2000 | Europei indoor           | Gand      | Salto con l'asta | elim. qualif, | nm          |      |

## Campionati nazionali
- 3 volte campione italiano assoluto del salto con l'asta (1999, 2000, 2004)
- 3 volte campione italiano assoluto del salto con l'asta indoor (1996, 1999, 2003)

1996
- Oro ai campionati italiani assoluti di atletica leggera indoor, salto con l'asta - 5,40 m

1999
- Oro ai campionati italiani assoluti di atletica leggera indoor, salto con l'asta - 5,60 m
- Oro ai campionati italiani assoluti di atletica leggera, salto con l'asta - 5,60 m

2000
- Oro ai campionati italiani assoluti di atletica leggera, salto con l'asta - 5,30 m

2003
- Oro ai campionati italiani assoluti di atletica leggera indoor, salto con l'asta - 5,40 m

2004
- Oro ai campionati italiani assoluti di atletica leggera, salto con l'asta - 5,40 m